# إصلاح بيئي

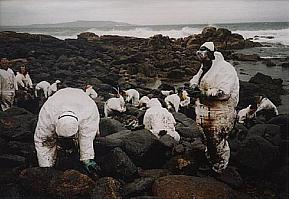

يتناول الإصلاح البيئي إزالة التلوث أو الملوثات من الوسائط البيئية مثل التربة أو المياه الجوفية أو الرواسب أو المياه السطحية. يخضع الإجراء التصحيحي عمومًا لمجموعة من المتطلبات التنظيمية، وقد يستند أيضًا إلى تقييم المخاطر على صحة الإنسان والمخاطر البيئية في حالة عدم وجود معايير تشريعية، أو عندما تكون المعايير استشارية.

## المعايير الإصلاحية
تُعد مجموعة أهداف المعالجة الأولية (PRGs) الأشمل في الولايات المتحدة هي تلك الصادرة عن القسم التاسع لوكالة حماية البيئية الأمريكية (EPA). توجد مجموعة من المعايير المستخدمة في أوروبا وغالبًا ما تُسمى المعايير الهولندية. يتجه الاتحاد الأوروبي (EU) بسرعة نحو المعايير الأوروبية، على الرغم من أن معظم الدول الصناعية في أوروبا تمتلك معاييرها الخاصة بها في الوقت الحالي. تضع المقاطعات الكندية معظم المعايير الإصلاحية بشكل فردي، لكن المجلس الكندي لوزراء البيئة يقدم التوجيه على المستوى الفيدرالي على هيئة إرشادات الجودة البيئية الكندية والمعايير الكندية على نطاق واسع | المعايير الكندية واسعة النطاق للهيدروكربونات البترولية في التربة.

## تقييم الموقع
بمجرد أن يُشتبه بتلوث موقع ما، تخلق الحاجة لتقييم هذا التلوث. غالبًا ما يبدأ التقييم بإعداد مرحلة تقييم الموقع البيئي الأولى. سيوجه الاستخدام التاريخي للموقع والمواد المستخدمة والمنتجة في الموقع، إستراتيجية التقييم ونوع الاعتيان والتحليل الكيميائي الذي يتعين القيام به. غالبًا ما تُستملك المواقع القريبة من الشركة نفسها أو المواقع القريبة الملوثة منها والتي أُصلحت أو سُويت أو مُلئت أيضًا، حتى عندما يبدو استخدام الأراضي الحالي غير ضار. على سبيل المثال، سُوي موقف السيارات باستخدام النفايات الملوثة في المكب. من المهم أيضًا النظر في تأثير تلوث المواقع القريبة خارج المواقع عبر عقود من الانبعاثات، على التربة والمياه الجوفية والهواء. بل ويجب اختبار غبار الأسطح والتربة السطحية والمياه السطحية والجوفية للممتلكات القريبة، قبل وبعد أي إصلاح. تُعد هذه خطوة مثيرة للجدل مثل:
1. لا أحد يريد أن يدفع مقابل تنظيف الموقع.
2. إذا عُثر على عقارات مجاورة ملوثة، فقد يتعين الإشارة إليها على ملكية العقار، الأمر الذي يؤثر على قيمته.
3. لا أحد يريد أن يدفع ثمن تكلفة تقييم الأثر البيئي.

غالبًا ما تكون الشركات التي تقوم بإجراء اختبارات طوعية لمواقعها محمية من خلال التقارير التي تقدمها إلى الوكالات البيئية التي تصبح علنية بموجب قوانين حرية المعلومات، ومع ذلك فإن تحقيق «حرية المعلومات» سوف ينتج غالبًا وثائق أخرى غير محمية أو ستنتج مراجع للتقارير.

## تمويل الإصلاح
في الولايات المتحدة، كانت هناك آلية لفرض ضرائب على الصناعات الملوثة لتشكيل استجابة بيئية شاملة لإصلاح المواقع المهجورة، أو رفع الدعاوى القضائية لإجبار الشركات على إصلاح مواقعها الملوثة. تمتلك الدول الأخرى آليات أخرى، وعادةً ما يُعاد تخصيص المواقع لاستخدامات «متقدمة» مثل الإسكان عالي الكثافة، لإعطاء الأرض قيمة أعلى بحيث يبقى هناك حافز للمطور على شراء الأرض وتنظيفها بعد خصم تكاليف التنظيف، وإعادة تطويرها وبيعها، مثلما يحدث بالنسبة الشقق (الوحدات السكنية) في كثير من الأحيان.

## رسم خرائط الإصلاح
هناك العديد من الأدوات لتعيين هذه المواقع والتي تتيح للمستخدم عرض معلومات إضافية. إحدى هذه الأدوات هي نظام المعلومات الجغرافي «توكس ماب» (TOXMAP)، نظام المعلومات الجغرافية (GIS) المُقدم من قسم خدمات المعلومات المتخصصة التابعة لمكتبة الولايات المتحدة الوطنية للطب (NLM)، والتي تستخدم خرائط الولايات المتحدة لمساعدة المستخدمين على الاستكشاف البصري للبيانات المُقدمة من برامج جرد الولايات المتحدة لحماية البيئة «الاستجابة البيئية الشاملة» و «توكسكس»، الخاصة بوكالة حماية البيئية الأمريكية (EPA).[بحاجة لمصدر]

## التقنيات المتبعة
تتعدد تقنيات المعالجة وتتنوع، لكن يمكن تصنيفها بشكل عام في تقنيات خارج الموقع وداخله. تشتمل الطرق خارج الموقع على حفر التربة المتأثرة والمعالجة اللاحقة على السطح وكذلك استخراج المياه الجوفية الملوثة ومعالجتها على السطح. تسعى الطرق داخل الموقع إلى معالجة التلوث دون إزالة التربة أو المياه الجوفية. طُورت تقنيات مختلفة لمعالجة التربة / الرواسب الملوثة بالزيت.
تتمثل طرق المعالجة التقليدية حفر التربة والتخلص منها في المكب و«ضخ ومعالجة» المياه الجوفية. تشمل التقنيات الموجودة داخل الموقع على سبيل المثال لا الحصر: التصليد والتثبيت، واستخراج أبخرة التربة، والحواجز التفاعلية القابلة للنفاذ، والتوهين الطبيعي الذي يبقى تحت المراقبة، والعلاج الحيوي، والمعالجة النباتية، والأكسدة الكيميائية، والاستخراج المعزز بالبخار، والإزالة الحرارية داخل الموقع، وقد استُخدمت جميع هذه الطرق على نطاق واسع في الولايات المتحدة الأمريكية.

### الامتزاز الحراري
الامتزاز الحراري هو تقنية لمعالجة التربة. يقوم مزيل الرطوبة أثناء العملية بتطيير الملوثات (مثل الزيت أو الزئبق أو الهيدروكربون) لفصلها عن التربة أو الحمأة بشكل خاص. بعد ذلك، يمكن جمع الملوثات أو إتلافها في نظام معالجة الغاز.

### التنقيب أو الحفر
قد تكون عمليات التنقيب بسيطة مثل نقل التربة الملوثة إلى مكب نفايات خاضع للتنظيم، ولكن يمكن أن تتضمن أيضًا تهوية المادة المحفورة في حالة المركبات العضوية المتطايرة (VOCs). بل وأثبتت التطورات الحديثة في التنشيط البيولوجي والتحفيز الحيوي للمواد التي حُفرت، أنها قادرة على علاج المركبات العضوية شبه المتطايرة (SVOCs) داخل الموقع. إذا كان التلوث يؤثر على نهر أو قاع الخليج، فقد تجرف طين الخليج أو غيره من الطين الغريني المحتوي على ملوثات (بما في ذلك حمأة المجاري مع الكائنات الحية الدقيقة الضارة). في الآونة الأخيرة، استُخدمت الأكسدة الكيميائية للمواد التي تُحفظ خارج النطاق أيضًا في معالجة التربة الملوثة. تنطوي هذه العملية على حفر المنطقة الملوثة في مناطق كبيرة مُحاطة بالمصدات، حيث تُعالج باستخدام طرق الأكسدة الكيميائية.

### تعزيز المعالجة السطحية لطبقة المياه الجوفية (SEAR)
تُعرف أيضًا باسم الذوبان والإنعاش، تتضمن عملية معالجة طبقة المياه الجوفية المحسنة بالسطح حقن عوامل تخفيف الهيدروكربونات أو مواد سطحية خاصة في باطن الأرض لتعزيز الامتصاص واستعادة السائل المرتبط بغير الطور المائي (NAPL) بخلاف ذلك غير المرغوب فيه.[بحاجة لمصدر]
يوفر هذا النهج في التكوينات الجيولوجية التي تسمح بتسليم عوامل التخفيف الهيدروكربونية أو السطحية المتخصصة، حلاً فعالًا من ناحية التكلفة، ومُستدامًا للمواقع التي لم تنجح في السابق باستخدام النُهج العلاجية الأخرى. تنجح هذه التقنية أيضًا عند استخدامها بصفتها خطوة أولية في نهج علاجي متعدد الأوجه باستخدام تعزيز المعالجة السطحية لطبقة المياه الجوفية (SEAR)، ثم الأكسدة في الموقع أو تحسين المعالجة البيولوجية أو استخراج بخار التربة (SVE).[بحاجة لمصدر]

## وصلات خارجية
- U.S. EPA's Contaminated Site Clean-Up Information (CLU-IN)